# Plan factorial experimental
Planuri experimentale factoriale
1.Concepte de bază
Arnold M. Rose precizează că un experiment constă în aplicarea unui stimul la un anumit obiect, păstrând  neschimbați alți stimuli sau condiții posibile care pot să afecteze obiectul în același timp, și notând schimbările. L. Festinger subliniază că experimentul este o observație provocată și că situația este controlată. Totuși să nu uităm de experimentul mintal și de cel natural, foarte important pentru știința studiată. 
Principalele forme de experiment sunt experimentul natural care se desfășoară în cadrul natural al subiecților, la locul de munca, la școală, în diferite grupuri fără ca aceștia să știe de experimentul propriu zis, și experimentul de laborator care folosește atât proba hârtie- creion cât și instrumente de măsurare. Acesta din urma are ca și caracteristică importantă, controlarea anumitor variabile.
Orice experiment, orice proiect de cercetare, are o multitudine de elemente care trebuiesc controlate, lămurite și  definite în primul rând corect: observațiile și măsurătorile, tratamentele sau programele, grupurile, selecția grupurilor, timpul.
Toate aceste elemente sunt unificate într-un cadru care oferă posibilitatea controlării și verificării lor, acest cadru unificator purtând numele de design experimental.
Utilitatea unui design experimental vine mai ales din faptul că în cadrul unui experiment intervin o multitudine de factori care aduc erori în timpul măsurării dar și al interpretării cum ar fi: istoria evenimentelor, maturizarea subiecților, selecția, mortalitatea, nestandardizarea, învățarea testării, regresia statistică, stimularea experimentală, consemne implicite, observarea selectivă a cazurilor favorabile, efectul eșantionării întâmplătoare, relații cauzale greșite, variabile confundate, modificări ce țin de variabila timp, etc.
Conform lui Nicolae Lungu „planurile (schemele) experimentale au fost construite pentru a controla aceste variabile parazite, numite și alternative (a nu se confunda cu ipoteza alternativă), ale căror efecte pot interfera cu intervenția pentru a minimiza efectele, pentru a le masca, a le neutraliza, sau chiar pentru a produce efecte inverse celor cercetate”.

## Elementele unui design experimental
Elementele pe care le cuprinde un design experimental sunt observațiile și măsurătorile, tratamentele sau programele, grupurile, selecția grupurilor, timpul.
Observațiile și măsurătorile  se pot referi fie la o singură măsurare (ex.măsura înălțimii), fie la un singur instrument cu mai mulți itemi (o scală a stimei de sine cu 10 itemi), fie chiar la o întreagă baterie de teste.
Tratamentele sau programele se pot referi la o intervenție simplă, fie la un program complex de intervenție.
Grupurile au fiecare un spațiu propriu în cadrul unui plan experimental, lucru foarte util manipulării și separării lor.
Selecția grupurilor este foarte importantă și trebuie precizată în cadrul unui plan experimental, întru-cât aceasta reduce o gamă de erori statistice relevante experimentului în sine. Ea poate fi randomizată sau se poate lucra pe grupuri gata constituite.
Timpul relevă evoluția demersului experimental, lucru care ne arată modificările cele mai importante ce pot devia chiar cursul unui experiment.

## Planuri factoriale. Tipuri
Planurile factoriale sunt experimentele în care intervin două sau mai multe variabile controlate sau factori de variație. Astfel se vizează nu numai influențele fiecăruia dintre acești factori asupra variabilei dependente, ci și influența interacțiunilor asupra variabilei dependente.
Controlul este  elementul esențial în structura metodei experimentale.
Prin control se înțelege asigurarea condițiilor de repetabilitate a rezultatelor, ori de câte ori se reia cercetarea. În sens modern, controlul vizează în primul rând factorii introduși în experiment pentru declanșarea unor comportamente specifice, dar și factori a căror influență urmează  a fi eliminată, fie prin suprimare fie prin păstrarea lor constantă. De asemenea, controlul se referă și la modalitatea de constituire a grupelor experimentale și "martor" pentru asigurarea comparabilității lor. În fine, controlul include și întreaga problematică de efectuare a măsurătorilor.
Primele planuri experimentale au fost create pentru a controla efectul variabilelor parazite (perturbatoare): ele presupuneau limitarea impactului acestor variabile, sau măcar de a-l identifica si de a-l izola de efectul variabilei independente asupra variabilei dependente. Aceste planuri cuprindeau două grupe obținute prin randomizare: o grupă experimentală căreia i se aplică intervenția si o grupă de control (sau martoră) care nu beneficiază de intervenție.
Designul experimental este constituit în funcție de caracteristicile fiecărui experiment ce țin de selecționarea grupurilor, numărul acestora și al măsurătorilor. Astfel  dacă grupurile au fost selecționate aleatoriu atunci spunem că avem un experiment propriu-zis, dacă nu, atunci este importantă o a doua informație sunt mai multe grupuri implicate în experiment sau se fac mai multe etape de măsurare. Dacă da, atunci avem un design cvasiexperimental, iar dacă nu, atunci avem un design nonexperimental.Totuși cel mai frecvent design experimental întâlnit este ancheta, atunci când avem o singură măsurătoare a unui fenomen.
Planurile factoriale pun în evidență relații mult mai complexe decât planurile de bază. În consecință, rezultatele obținute pe baza unor planuri factoriale au mai multă validitate ecologică, adică reflectă mai exact realitatea din afara laboratorului, în care trăiește subiectul.
2.3. Planurile experimentale de bază sau unifactoriale
Acestea vizează situațiile în care manipulăm experimental un singur factor. Rezultatele obținute pe grupul experimental devin semnificative prin compararea lor cu scorurile obținute (la post-test) de grupul de control.
Dacă modalitățile factorului sunt fixate avem de-a face cu un plan experimental de bază model I (grupuri sistematice).
Compoziția este aleatoare la nivelul fiecărui grup în parte, dar alegerea grupului ca atare este sistematică. Constituirea datelor după un astfel de plan, permite să se controleze primele cinci variabile parazite. Diversele comparații care se pot face între cele patru observații permit să se evalueze efectul relativ al acestei variabile si al intervenției.
De exemplu, dacă efectul maturizării asupra subiecților din grupul de control se remarcă a fi la fel si asupra celor din grupul experimental se poate departaja efectul potențial al tratamentului prin compararea abaterii la grupul de control cu cea observată la grupul experimental. Diferența dintre abaterea observată la grupul de control, atribuită maturizării, si abaterea observată la grupul experimental dau partea de efect atribuită tratamentului.
Atunci când modalitățile variabilei independente manipulate nu sunt fixate, ci sunt extrase aleatoriu dintr-o populație de modalități, planul experimental se construiește în modelul II.
În acest caz, nu numai compoziția fiecărui grup este aleatoare, dar alegerea însăși a grupului dintr-o colectivitate este aleatoare. În cazul planurilor de bază (unifactoriale) caracterul sistematic al modalităților factorului controlat nu influențeaza procedurile de calcul ale variabilității (lucru care se întâmplă în cazul planurilor factoriale). Diferențele apar însă în privința generalității concluziilor obținute prin experiment: în cadrul unor modalități sistematice concluziile se referă numai la aceste modalități; în cazul unor modalități aleatoare,concluziile sunt mai generale,referindu-se la toate modalitățile posibile ale variabilei manipulate.
2.4 Planurile bifactoriale și trifactoriale
Cele mai frecvente sunt planurile bifactoriale și trifactoriale.
Planurile cu mai mult de trei factori sunt dificile și nepractice. Rezultatele obținute pe baza planurilor factoriale au o mai mare validitate ecologică (reflectă mai exact realitatea în care trăiește subiectul uman). La baza acestor teste stau comparațiile intergrupale și intragrupale.
Cu toate acestea, Campbell a arătat că pentru a controla efectele variabilelor ca reactivitate a măsurării, la regresia statistică și stimularea experimentală,trebuie să se adauge planului de cercetare două grupuri care nu suportă testarea/măsurarea inițiala,ceea ce reprezintă o schemă cu patru grupuri, numit planul lui Solomon. În acest caz,datorită faptului că grupele experimentale 2 și de control 2 sunt echivalente cu grupul experimental 1 și grupul de control 1 prin randomizare, abaterea dintre observațiile inițiale efectuate asupra acestor ultime grupe (obs.1 si obs.2) cu observațiile finale efectuate asupra grupelor fără pre-test (obs.5 si obs.6) furnizează o estimare a efectului intervenției (obs.1-obs.5) (obs.3-obs.6), totul controlând reactivitatea măsurării și stimulării experimentale care sunt absente în grupele experimentale 2 și de control 2.
Variabilele parazite care compun efectele Rosenthal și Pygmalion impun să se adauge încă cel puțin două alte grupe numite cu anticipare ca în figura 3. Aceste două grupe suplimentare (fie o grupă experimentală cu anticipare,fie o grupă de control cu anticipare, care suportă fiecare câte o pseudo-intervenție sau placebo), permit să se compare efectul intervenției reale (obs.2 si obs.7) cu efectul datorat așteptărilor (obs.6 și obs.9) pe care subiecții și cercetătorii pot să le proiecteze în experiment prin  consemne implicite și prin observație selectivă.
Acest tip de plan cu șase grupe  nu este eficient decât dacă se aplică tehnica „double aveugle”(dublu orb) sau metoda „en double insu”. În această procedură subiecții nu trebuie să știe cărui grup aparțin, observatorii nu trebuie să știe ce tip de subiect observă. Cei ce se ocupă de subiecți nu trebuie să știe că ceea ce fac reprezintă o participare la experiment. Un plan cu anticipare și dublu orb presupune un ansamblu de cerințe foarte dificil de respectat.
2.5 Planurile experimentale mixte
Planurile experimentale mixte vizează cercetările în care variabila  dependentă este pusă în relație fie cu unul sau mai mulți factori manipulați, fie cu o variabilă clasificatorie.Relația dintre variabila clasificatorie și cea dependentă nu este una cauzală,ci de covarianță.Utilizarea design-urilor mixte este utilă deoarece sporește senzitivitatea  variabilei dependente față de factorul manipulat,și oferă informații despre gradul de generalitate a rezultatelor obținute.
Acestea se referă la cazul în care variabila dependentă este pusă în relație cu unul sau mai multi factori manipulați, sau cu o variabilă clasificatoare sau etichetă. Acest lucru constă în repartizarea subiecților care participă la experiment în clase diferite, pe baza unor caracteristici ale acestora (sex, vârstă, statut social, mediu de dezvoltare, cadru familial, etc).
În planul experimental  variabila clasificatoare ocupă același loc ca și factorul manipulat într-un plan factorial. Nu trebuie însă să uităm că variabila clasificatoare nu face obiectul manipulării. Prin urmare, relația dintre variabila clasificatoare și variabila dependentă nu este una cauzală, ci de simplă covarianță. Dar interpretarea acestei covarianțe ridică aceleași probleme ca și cazul coeficientului de corelație.
Utilizarea planurilor experimentale mixte este extrem de utilă deoarece sporește senzitivitatea, constatată experimental a variabilei dependente față de factorul manipulate și deoarece oferă informații asupra gradului de generalitate a rezultatelor obținute
2.6 Planuri mixte cu organizare spațio-temporală
Necesitatea de a evidenția mai bine efectul și menținerea efectului unei intervenții în comparație la diferite tipuri de subiecți și în condiții diferite, a dus la realizarea unor planuri care combină seriile temporale cu planurile experimentale și cvasi-experimentale. Într-un astfel de plan durata efectelor (variabila dependentă) după intervenție (variabila independentă) este pusă în relație cu una sau câteva caracteristici care pot interfera (variabila moderatoare) cu variabila independentă.
Pentru observarea persistenței unei intervenții putem constitui câteva grupuri experimentale cărora să li se aplice în același timp, moment, o intervenție ale cărei efecte la post-test vor fi observate decalat în timp pentru fiecare din grupuri.Un astfel de plan are avantajul de a permite o observare a persistenței efectului unei intervenții controlând interferența posibilă a observației asupra persistenței.
Această posibilitate a unui post-test decalat care nu este artificial stimulat prin observări intermediare,este esențială atunci când observările efectului sunt reactive (adică produc o interferența cu efectul studiat). Ca și pentru celelalte tipuri de planuri, numeroase variante se inspiră dintr-un plan temporal inițial, îl modifică și îl combină cu un plan spațial. Sesizarea variabilelor alternative trebuie să se facă pentru fiecare din aceste planuri, analizând comparațiile posibile între condițiile fiecărui grup, diferitele lor linii de bază (observații anterioare ale intervenției) și diferențele care afectează măsurările la post-teste.

## Planuri cvasi experimentale
În cazul design-ului cvasi-experimental, experimentatorul nu are același control asupra variabilelor ca în cazul designului experimental. De multe ori există cauze etice sau situaționale care împiedică controlul variabilelor .
Cercetările organizate pe teren nu pot să satisfacă cerințele de dublu orb și de randomizare. Atunci când nu este folosită randomizarea, observațiile inițiale produc rezultate diferite de la grup la grup (acestea sunt planurile cvasi-experimentale). Ele presupun analize mai complexe (covarianța) la evaluarea efectului intervenției la post-test pentru a ține cont de diferența care există între performanțele inițiale la pretest. 
De exemplu, în multe contexte de teren, mai ales când facem evaluarea unor programe de intervenție, nu avem posibilitatea de a repartiza participanții la întâmplare în grupuri. Vom utiliza, de aceea, un cvasi-experiment, care însă poate avea o validitate internă îndoielnică. 
Cvasi-experimentele au variabile independente și variabile dependente, dar nu folosesc repartizarea randomizată a participanților pe niveluri ale variabilei independente (pe grupuri experimentale), în cadrul cvasi-experimentului, se compară grupuri non-echivalente și acestea pot să difere între ele nu numai prin expunerea la valori diferite ale variabilei independente, dar și prin alte variabile.
Putem vorbi de trei tipuri de design cvasi-experimental: designul serierii temporale, pre-posttest al grupurilor neechivalente și designul seriilor temporale multiple.

### Designul serierii temporale
În cadrul acestui design se utilizează un singur grup de subiecți, deci este o forma intragrupală de tip pre-posttest, care are următorii pași: o serie de observații repetate, modificarea experimentală X, a doua serie de observații repetate.
```
                                O1 O2 O3 X O4 O5 O6
```

Efectul experimental se măsoară prin compararea observațiilor post cu cele anterioare modificării experimentale X. Acest tip de design cvasi- experimental este foare asemănător cu experimentele reale pre-posttest intragrup. Totuși există două diferențe importante. În cazul designului serierii temporale  se folosesc grupe foarte mari de subiecți, iar experminetatorul nu controlează modificarea experimentală X. Așadar acest design este foarte potrivit și se folosește de altfel, atunci când dorim să măsurăm evenimente sociale.
Dezavantajul acestui design este acela că poate apărea efectul de maturare+ pot apărea alte schimbări de termen lung în mediu. În acest caz, variabila dependentă se modifică în timp indiferent de modificarea experimentală X.(de exemplu declinul în afaceri poate avea alte cauze). Detectarea acestor schimbări se poate face prin realizarea a cât mai multe investigații în pre-test si post-test. Este foarte important ca variabila dependentă să fie consistentă în timp și relative izolată de existența altor factori experimentali.
3.2 Designul pre-posttest al grupelor neechivalente
Acest design este foarte util în cazul în care cele două grupuri nu sunt echivalente sau egale, gata stabilie cum ar fi clasele școlare, echipele in industrie, asupra cărora vrem să facem diferite măsurări. Planul experimental are structura
```
                  O1 x O2
                  O1 x O2
```

Grupul de control se utilizează pentru a detecta efectul de maturare. În acest caz, experimentatorul dorește să administreze o modificare experimentala asupra gurpului deja constituit, deci el nu poate manipula niciuna din elementele grupului, iar acest lucru nici nu este de dorit, într+ucat experimentl are ca obiectiv să analizeze caracteristicile sale. Condiția este ca oricare dintre cele doua grupuri să poată fi grup experimental.
ExempluȘ Dorim să evaluăm o noua metodă de predare a fizicii la liceu. În acest scop alegem două clase paralele, din același an, fără să știm dacă sunt echivalente valoric. Aplicăm un test pentru a verifica nivelul inițial al fiecărei clase (O1). Aplicăm timp de 6 săptămâni cele două metode, clasică și modernă de exemplu (X), iar apoi testam din nou nivelul de cunoștințe al elevilor din cele două clase (O2).
Ca avantaj, avem faptul că și în grupul de control va apărea o creștere a nivelului de cunoștințe, creștere care reprezintă efectul de maturare. Practic, prin grupul de control noi determinăm efectul de maturare.
Ca dezavantaje putem aminti faptul că pot interveni factori externi care influențează rezultatul, diferențele care pot exista între cele două clase, între cei doi profesori, părinții copiilor, etc.
Acest design este foarte util în situații reale, când în mod rezonabil poți asuma că cele două grupuri sunt asemănătoare.
3.3 Designul seriilor temporale multiple
Acest design  combină avantajele designului serierii temporale și al designul pre-posttest al grupelor neechivalente. În cazul acestuia sunt testate repetat două grupuri: cel experimental și cel de control . 
Problema echivalenței inițiale a grupelor necesită folosirea planurilor cu grupe cuplate. Această soluție presupune că principalele trăsături la intervenție pot fi definite pe bază teoretică și să facă obiectul măsurărilor din care reiese variabilitatea pentru scopurile cercetării. Folosirea acestui tip de plan este indicată atunci când nu se dispune de o populație destul de numeroasă pentru a se extrage eșantioane, dar se poate lua pe întreaga populație, deoarece este vorba de o populație care are trăsături destul de rare. 
Tehnica grupurilor cuplate constă în a diviza populația totală în grupuri (grappes=ciorchini, clusteri), (sau subansamble de subiecți care seamănă între ei), compuse atât din subiecți asemănători, cat și din grupuri prevăzute în planul de cercetare. Se începe printr-un pretest de clasament care se măsoară la toți subiecții. Se realizează profilul fiecăruia dintre subiecți, se calculează un indice de similitudine între profiluri, apoi se constituie subansamble numite clusteri/ciorchini, compuse fiecare din tot atația subiecți cate grupuri presupune planul experimental. Se încearcă să se minimizeze diferențele dintre membrii aceluiași cluster, și să se maximizeze diferențele dintre clusteri. Numărul de clusteri nu corespunde raportului dintre numărul indivizilor în populație și numărul subiecților care compun un cluster. Tehnicile informatizate permit constituirea unor asemenea clasificări (clustering și clusters analysis). Fiecare din membrii clusterilor se repartizează pe grupurile corespunzand condițiilor experienței. De obicei, grupele nu sunt echivalente, dar fiecare membru al fiecărei grupe are perechea sa asemănătoare în celelalte grupuri. 
După realizarea post-testului, nu ne limtăm doar la compararea între ele a rezultatelor medii ale fiecărui grup, ci se poate compara ceea ce au devenit indivizii provenind din același cluster. Acest tip de analiză furnizează informații imposibil de obținut atunci cand se compară mediile grupului, căci în grupuri se pot găsi subiecți care reacționează pozitiv la experiență și alții care reacționează negativ, rezultatele acestora anuland rezultatele celorlalți, ceea ce produce medii nesemnificative. 
Tehnicile de analiză a rezultatelor utilizate în mod frecvent în planurile experimentale presupun un raționament inferențial de tip predictiv: dacă tratamentul sau intervenția are efectele pe care teoria i le atribuie, atunci rezultatele post-testului trebuie să exprime efectul ipotetic prezis de teorie sau așteptat prin intuire. 
Totuși, acest raționament nu este neapărat valabil atunci cand se efectuează observații asupra situațiilor. Însă, situațiile de cercetare în educație sunt complexe și provoacă fenomene supradeterminate, adică fenomene a căror apariție sau ale căror modificări depinde de interacțiunea factorilor din care nu se pot identifica înainte care anume combinări vor fii necesare și suficiente producerii acelor fenomene.
```
	Astfel se utilizează o altă strategie de analiză a rezultatelor: compararea performanțelor a posteriori. Această procedură presupune constituirea de grupuri experimentale, de control și de anticipare ca în planurile clasice sau în planurile cu grupuri cuplate. Dar rezultatele post-testului nu sunt comparate între ele imediat, calculele nu se fac pe seama grupurilor de subiecți ieșite din condițiile experienței. Se pun împreună toate rezultatele post-testului și se aplică pe acest ansamblu de comportamente post-intervenție o clasificare în clustere după o procedură asemănătoare celei urmate pentru a construi grupurile cuplate.Se încearcă să se construiască atatea clustere post-intervenție cate grupuri sunt în planul experienței,cu scopul de a se face o medie pătratică.
```

Avem două clasamente ale subiecților: clasamentul după condițiile experienței aplicate grupelor (adică clasamentul a priori,după inputul experienței) și clasamentul după rezultatele post-testului (adică clasamentul a posteriori,după outputul experienței). 
Relația dintre condițiile experimentale și rezultatele post-testului este pusă în evidență compunand o matrice sau o tabelă cu două intrari. În această matrice, randurile corespund grupurilor condițiilor experimentale (intrare/input), iar coloanelor corespund clusterelor construite după rezultatele post-testului (ieșire/output); fiecare din celulele de la intersecția coloanelor cu randurile conține numărul de subiecți care a făcut parte simultan dintr-un anumit grup a priori (condiții) și dintr-un anumit cluster a posteriori (rezultate).În astfel de matrici se pot calcula diferiți coeficienți,cum ar fi coeficientul de contingență sau coeficientul logaritmic al lui Spitz,transformabili în coeficienți de determinare.Acești coeficienți indică partea efectului care poate fi atribuită condițiilor experimentale,ceea ce corespunde unui raționament adaptat caracteristicilor și limitelor unei cercetări exploratorii în educație.
Planul experimental are următoarea formă:
```
                              O1 O2 O3 X O4 O5 O6
                              O1 O2 O3 X O4 O5 O6
```

Exemplu: dacă am găsi o altă piață, asemănătoare cu Piața Smârdan, unde nu s-ar întrerupe circulația.
Totuși acest design poate fi dificil de realizat, apar diferențe între grupuri, apar alte efecte locale, iar condițiile experimentale sunt diferite.
În concluzie, modelele cvasi+experimentale examinează diferențele între grupuri prestabilite sau condiții preexistente. Cercetătorul nu manipulează modificarea experimentală, deci nu are control asupra unor posibile variabile care interferă. Este o strategie corelațională, dar se pot sugera și relații cauză+ efect.

## Designul experimental cu un singur subiect
Experimentele cu un singur subiect implică proceduri  asemănătoare  cu experimentle de tip intragrup. De multe ori ele nu sunt experimente reale, deoarece rezultatele nu pot fi generalizate în toate cazurile.
Pentru a utiliza un design experimental cu un singur subiect putem avea mai multe tipuri de motivați:
-motivația  empirică deoarece se pot generaliza rezultatele. Spre exemplu, în cercetările de psihofiziologie nu este nevoie de mai multi subiecți. Exemplu: structura unei urechi este aceeași la toți oamenii și deci se pot generaliza rezultatele.
-motivația teoretică- behavioriștii de exemplu, sunt preocupați mai mult de comportamentul individului decât al grupului.
-motivația pragmatică (educațională sau clinică)- atunci când se dorește intervenția asupra problemei individului.
Nu se poate însă afirma niciodată că același tip de problemă întâlnită la mai mulți indivizi  se manifesta identic, de aceea generalizarea cere un grad mai mare de atenție.
Se cunosc două tipuri de design de cercetare cu un singur subiectȘ studiul de caz, designul experimental cu un singur subiect.
4.1 Studiul de caz
Studiile de caz nu sunt metode experimentale Scopul lor nu este de amodifica comportamentul subictului ci de a-l înțelege.
Acestea pot fi naturale, care descriu , analizează, interpretează și evaluează  o serie de evenimente și relații.Interpretatea rezultatelor se bazează pe un fundament teoretic , dacă datele sunt sua nu în concordanță cu ideile teoretice. Studiul de caz se folosește mai ales când nu avem suficiente informații particulare, ci doar generale sau circulare și nu putem realize un experiment.
De asemenea există și studiul de caz asupra unui cadru unic, care este mai specifică decât studiul de caz, iar scopul ei este de a înțelege comportamentul.
În acest caz, există un eveniment critic major, ireversibil, care se află în afara  controlului experimentatorului care poate fi considerat o manipulare experimentala. În acest caz , informațiile anterioare evenimentului critic sunt mai puține și mai nesemnificative comparativ cu observațiile ulterioare.
4.2 Designul experimental cu un singur subiect
În acest caz este  putem borbi despre un design experimental deoarece poate fi controlată o variabila independentă. Principalul dezavantaj este că există posibilitatea interferenței unor variabile sterne. Pentru a elimina acest risc, se indică utilizarea replicării intrasubictive- același subiect reface sarcina de mai multe ori. Generalizarea de la subiect la polulație  se face gradat, după mai multe experimente.
Se cunosc 4 forme specifice de dsign experimental cu un singur subiectȘ designul prin inversare, designul nivelelor de bază multiple, designul elementelor multiple, designul criteriului shcimbator.
4.3 Designul prin inversare
Acest design cuprinde patru etape. În prima etapă se fac observații care stabilesc comportamentul țintă înainte de orice manipulare   experimentală. În a doua etapă reprezintă manipularea experimentală, a treia etapă se desfășoară în lipsa manipulării experimentale. Scopul este de a vedea dacă manipularea este cauza schimbării și nu alt factor (maturizarea de ex). În ultima etapă, se introduce din nou manipularea experimentală pentru a verifica daca a avut efectul dorit.
Ca dezavantaj amintim fenomenul de regresie spre medie – subiecții sunt aleși pentru că sunt mult peste media populatiei. Din acest motiv este puțin probabil ca acel comportament să se intensifice. Designul limitează astfel posibilitatea de maturare.
4.4 Designul nivelelor de bază multiple
Sunt cazuri în care nu dorim ca subiectul să revina la starea inițială dinainte modificării, ci el să își păstreze comportamentul. Mai mult chiar , comportamentul ce se dorește a fi modificat are mai multe componente.(de exemplu dorim sa modificăm comportamsentul unui copil hiperkinetic).
Scopul acestui tip de experiement este schimbarea definitivă a comportamentului și determinarea unei legături cauză- efect
4.5 Designul criteriilor schimbătoare
Acest design are următoarea sctructură
Bază1       Tratament       Bază2      Tratament       Bază3        Tratament
În acest caz, în momentul în care se atinge un criteriu, se stabilește unul nou.
4.6 Designul elementelor multiple
Acesta este designul unor tratamente simultane sau alternative.
Acest design se utilizează când nu ești sigur ce tratamnt este mai efficient , dar dorești rezultate immediate și când se impune o schimbare rapidă de tratament în aceleași condiții de mediu.
Ca restricții avem faptul că tratamentul trebuie să aibă o durată scurta în timp și că trebuie verificat dacă apar efecte secundare.
5. Planuri experimentale defectuoase
Erori posibile în comparațiile intragrupale pot apărea la compararea scorurilor subiecților unui grup experimental înainte și după manipularea experimentală sau pe parcursul unor măsurări repetate.
Efectul de maturare presupune că pe parcursul desfașurării unui experiment subiecții sunt implicați în procesul propriei lor evoluții normale.
Efectul testării repetate constă în diferența de scoruri dintre mai multe măsurări succesive ca rezultat al adiministrării repetate a aceluiași test.
Degradarea instrumentului de măsurare constă în scăderea validității testului între două măsurări repetate.
Regresia statistică constă în tendința (F.Galton) de regresie spre medie a scorurilor extreme odată cu repetarea unei măsurări.
Erori posibile în cazul comparațiilor intergrupale:erori de selecție (selecția nu este aleatoare), efectul difuziunii (răspandirea efectului manipulării de la grupul experimental la cel de control), efectul Pygmalion, efectul Hawthorne, efectul compensării (efortul compensatoriu pe care îl pot avea membrii grupului de control simțindu-se frustrați că nu fac parte din grupul experimental),”moartea experimentală”,efectul resemnării.
Evenimente extreme cu relevanță asupra evenimentului investigat pot distorsiona rezultatele obținute experimental.
6. Elemente de metodologie a aplicațiilor
În anii '50 și '60, psihologii sociali au perfecționat metodele de cercetare în vederea dezvoltării științei fundamentale, într-un studiu experimental tipic, subiecții, de obicei studenți, vin la laborator și sunt repartizați la întâmplare în diferitele condiții experimentale. Fără să dezvăluie adevăratul scop al studiului, experimentatorul manipulează o variabilă independentă (de pildă, frustrare și non-frustrare) și măsoară o variabilă dependentă (de pildă, agresivitatea) în timp ce controlează variabilele parazite (de exemplu, temperatura camerei). Scopul acestei proceduri este de a izola influența variabilei independente (în măsura în care această influență există) asupra variabilei dependente, într-un experiment bine controlat, un efect sistematic (de pildă, subiecții din condiția "frustrare" se comportă mai agresiv decât cei din condiția non-frustrare) poate fi atribuit influenței cauzale a variabilei independente. Explicațiile alternative pentru acest efect nu pot fi susținute. Repartizarea randomizată a subiecților pe condiții descalifică explicațiile bazate pe caracteristicile personale ale subiecților (de pildă, dacă nu s-ar face repartizarea la întâmplare, s-ar putea spune că subiecții din condiția "frustrare" sunt mai înclinați spre acte violente din naștere). Controlul asupra variabilelor externe face improbabilă producerea efectului de către un alt factor (de pildă, temperatura camerei). Avându-se în vedere că subiecții ignoră adevăratul scop al studiului, nu se poate afirma că efectul observat ar putea fi doar rezultatul reacției subiecților la ipoteză (motivația de a ajuta experimentatorul să-și confirme ipoteza). Experimentul de laborator desfășurat cu înșelarea subiecților reprezintă un instrument valoros pentru descoperirea principiilor comportamentului (vezi, pentru metodologia psihologiei sociale, Chelcea, 2001; Curelaru, 2003).
În general, controlul experimental devine mult mai dificil în aprecierea eficienței aplicațiilor psiho-sociale. Dacă participanții la o cercetare de laborator sunt ușor de repartizat în grupurile experimentale, operațiile de repartizare în condiții experimentale și de manipulare devin mult mai dificile în mediul social real. O altă problemă este că intervențiile și cercetările aplicate se desfășoară în condiții reale, unde evenimentele apar spontan, încât cercetătorilor le vine foarte greu să controleze variabilele ce pot influența variabila dependentă, în sfârșit, dacă în cercetarea fundamentală variabila independentă e simplă și, de aceea, conduce la concluzii clare asupra efectului, în cercetarea aplicată variabila independentă este adesea foarte complexă. Pentru acest motiv, e greu de spus care parte sau părți ale ei sunt suficiente pentru a produce efectul.
Date fiind deficiențele ce apar în controlul experimental când se trece de la cercetarea fundamentală la cea aplicată, putem înțelege ezitările psihologilor sociali de a se implica în demersuri de psihologie socială aplicată. Totuși, există și motive de a avea încredere în rezultatele unei cercetări aplicate, în primul rând, ea are o valoare socială deosebită, în afara cazurilor când variabilele parazite necontrolate se schimbă în mod sistematic odată cu variabila independentă, ele reduc probabilitatea de a demonstra că o variabilă independntă are un efect cauzal asupra variabilei dependente. De aceea, a demonstra eficiența unei intervenții într-un context necontrolat din lumea reală poate să confirme puterea variabilei independente, în plus, tehnicile cvasi-experimentale, ce permit concluzii cauzale, pot fi folosite în demersurile de teren când nu se poate asigura controlul experimental (Chelcea, 2001).
7. Evaluarea programelor
Evaluarea programelor este o știință independentă, ce face parte din grupul științelor sociale, ca și sociologia sau antropologia, de pildă. Ea a apărut în anii '60, în Statele Unite, ca urmare a înmulțirii programelor sociale în domeniile calității vieții, sănătății, educației, locuinței etc. Evaluarea programelor îngăduia agențiilor finanțatoare, cele mai multe guvernamentale, să verifice eficiența alocării fondurilor, iar managerilor de programe le îngăduia să dovedească faptul că programele lor își atinseseră scopurile la costuri rezonabile.
Programul poate fi definit ca "un set de activități ce au ca principal obiectiv producerea unei schimbări la cei ce vor beneficia de program sau în mediul acestora" (Pancer, 1997, p. 49). Caracteristica principală a unui program o reprezintă, prin urmare, schimbarea socială.
În funcție de schimbările pe care și le propun, programele sunt extrem de diverse. Unele țintesc să rezolve probleme legate de criminalitate, accidente rutiere, asistența socială a vârstei a IlI-a, corupție, evaziune fiscală, alcoolism, relații tensionate între grupurile etnice ori rasiale, fumat, consum de droguri, violența în școală etc. Altele vizează să consolideze satsifacția muncii, bunăstarea, fericirea, stima de sine etc. Cei ce realizează evaluarea programelor privesc astfel de schimbări ca rezultate ale programelor.
Iată o definiție a evaluării programelor: "Aplicarea unei game largi de metode de cercetare socială pentru a aprecia nevoia de programe sociale, modul în care astfel de programe sunt proiectate și implementate și eficiența lor în a produce schimbările dorite la un cost rezonabil" (Pancer, 1994, p. 49).
Fiecărui stadiu de dezvoltare a unui program îi corespnde un tip de evaluare, în primul stadiu se face o evaluare a nevoilor comunității (potențialilor beneficiari), în stadiul de proiectare a programului, se poate face o evaluare a adecvării (se urmărește, în acest caz, ca scopurile programului să fie clare, specifice și măsurabile, ca activitățile să fie coerente și bine articulate și ca argumentarea legăturii cazale dintre activități și scopuri să fie solidă), în stadiul de implementare se poate realiza o evaluare a procesului (dacă odată pus în aplicare programul operează așa cum a fost planificat), în sfârșit, în etapa finală, aceea în care programul produce rezultate, se fac două tipuri de evaluări: o evaluare a rezultatelor propriu-zise (are programul efectele scontate?) și o evaluare cost-beneficiu (rezultatele au fost produse la costurile planificate?).
Cele mai importante evaluări sunt cele ce privesc nevoile comunității și rezultatele. Pentru a realiza ultimul tip de evaluare se folosește, de multe ori, cvasi-experimentul.